# René Grelin
René Grelin   (Gigny-sur-Saône, 21 de setembre de 1942) és un ciclista francès, que fou professional entre 1969 i 1975.

## Palmarès
- 1970
  - 1r a la Niça-Seillans

### Resultats al Tour de França
- 1970. Abandona (19a etapa)
- 1971. 81è de la classificació general
- 1972. Abandona (16a etapa)
- 1973. 26è de la classificació general

### Resultats a la Volta a Espanya
- 1971. 47è de la classificació general

Fonts: